# Кормич Людмила Іванівна
Людмила Іванівна Кормич — українська науковиця, історикиня, політологиня та громадська діячка, доктор історичних наук (1991), професор (1992), академік УАПН, завідувачка кафедри політичних теорій Національного університету «Одеська юридична академія», Заслужений діяч науки і техніки України.

## Життєпис
Народилася 25 липня 1952 р. у селі Луг Закарпатської області у родині вчительки та офіцера.
Батько — І. Д. Ілюшин, учасник Другої світової війни, нагороджений орденами і медалями. Закінчив Ленінградське вище військово-інженерне училище, потім Київський державний університет ім. Т. Г. Шевченка. Після звільнення в запас працював викладачем історії.
Мати — О. І. Ілюшина (Леонтович), учасниця Другої Світової війни, закінчила Черкаський педагогічний інститут. Працювала викладачем української і російської словесності, була на профспілковій роботі. Відмінник народної освіти, нагороджена медалями. Майже всі родичі, діди і прадіди включно, вчителювали: в роду історики, філологи, математики, біологи, географи.
Людмила Іванівна закінчила на відмінно черкаську середню школу у 1969 р. Протягом року працювала оператором машинно-лічильного бюро, зацікавившись електронно-обчислювальною технікою. Але за рік технічні уподобання поступилися гуманітарному ухилу і вона вступила на історичний факультет Одеського державного університету ім. І. І. Мечникова у 1970 р.
У 1975 р. закінчила університет з дипломом з відзнакою за спеціальністю «історія». За рекомендацією Вченої ради продовжила навчання в аспірантурі університету, захистивши у 1978 р. на Спеціалізованій вченій раді Одеського державного університету кандидатську дисертацію.
У 1990 р. захистила дисертацію на здобуття наукового ступеня доктора історичних наук.
У 1991–1997 рр. працювала в Одеському державному університеті на посаді професора, з 1992 р. — завідувача кафедри, з 1996 р. — директора коледжу.
Вчене звання професора присвоєно в 1992 р.
Другу вищу освіту за спеціальністю «правознавство» здобула 1998 р. в Харківському національному університеті внутрішніх справ МВС України.
З 1996 р. — академік УАННП (з 2004 — УАН).
З 2003 р. — академік УАПН.
З 1997 р. — головний редактор збірника наукових праць «Актуальні проблеми політики».
З 1997 р. — завідувач кафедри соціальних теорій (із серпня 2016 — кафедри політичних теорій) Національного університету «Одеська юридична академія».

## Наукова робота
Професор Л. І. Кормич спеціалізується на проблемах теорії та історії політичної науки, проблемах державотворення, паритетної демократії та гендерної рівності.
Автор понад 250 наукових робіт, зокрема 25 індивідуальних і колективних монографій та підручників, рекомендованих МОН України.
Під керівництвом професора Л. І. Кормич захищено 35 дисертацій на здобуття наукового ступеня доктора і кандидата юридичних і політичних наук. Очолювана нею наукова школа отримала визнання в нашій країні та за кордоном.

## Громадська робота
У 1996 р. стала співзасновником, а з 2000 р. є головою Громадської організації "Південно-український центр гендерних проблем", яка займається проведенням соціологічних досліджень, видавничою діяльністю у сфері паритетної демократії та гендерної рівності.
Співголова Громадської організації "Асоціація жіночих організацій Одеської області", веде активну громадську діяльність щодо захисту прав жінок, формування гендерно-орієнтованої державної політики.
Член Ради Спілки Жінок України.

## Нагороди
Орден княгині Ольги ІІІ ступеня (1998)
Заслужений діяч науки і техніки України (2003)
Орден княгині Ольги ІІ ступеня (2012)